# Fußball-Oberliga 1987/88
Die Saison 1987/88 der Oberliga war die 14. Saison der Oberliga als dritthöchste Spielklasse im Fußball in Deutschland nach der Einführung der zweigleisigen – später eingleisigen – 2. Fußball-Bundesliga zur Saison 1974/75.

## Oberligen
- Oberliga Baden-Württemberg 1987/88
- Bayernliga 1987/88
- Oberliga Berlin 1987/88
- Oberliga Hessen 1987/88
- Oberliga Nord 1987/88
- Oberliga Nordrhein 1987/88
- Oberliga Südwest 1987/88
- Oberliga Westfalen 1987/88

## Aufstieg zur 2. Bundesliga
In den zwei Aufstiegsrunden gelangen Hertha BSC und dem 1. FSV Mainz 05 jeweils als Gruppensieger sowie Eintracht Braunschweig und Viktoria Aschaffenburg jeweils als Gruppenzweiter der Aufstieg in die 2. Bundesliga.